# 169 (număr)
169 (o sută șaizeci și nouă) este numărul natural care urmează după 168 și precede pe 170.

## În matematică
169:
Este un număr impar, un număr compus și un număr deficient.
Este un număr semiprim.
Este un număr briliant. deoarece este un produs de numere prime având același număr de cifre.
Este un număr Markov.
Este un număr Pell.
Este un număr puternic.
Este un număr rotund.
Este un număr pătratic: 13 × 13 = 169, iar dacă fiecare număr al acestui calcul este inversat, ecuația este încă adevărată: 31 × 31 = 961. 144 are aceeași proprietate: 12 × 12 = 144, 21 × 21 = 441.
Este unul dintre puținele pătrate care sunt, de asemenea, numere centrat hexagonale și octogonale.
Este suma a șapte prime consecutive: 13 + 17 + 19 + 23 + 29 + 31 + 37. 
Este diferența a două cuburi consecutive 83 - 73.

## În știință

### Astronomie
- NGC 169,  o galaxie spirală situată în constelația Andromeda.
- 169 Zelia, o planetă minoră, un asteroid din centura principală.
- Gliese 169 este o stea portocalie din secvența principală (K7 V) care se află în constelația Taurul.
- QSO B0307 + 169 este un quasar din constelația Berbecul.
- Sayh al Uhaymir 169 este un meteorit lunar de 206 de grame care a fost găsit în Sultanatul Oman.

## În alte domenii
169 este cunoscut în lumea informaticii ca primul număr al unei adrese IPv4 automate atribuite de TCP/IP atunci când nu este contactabil niciun dispozitiv extern de rețea 